# Andırın
Andırın (kurdisch Dêrkolê) ist eine Stadtgemeinde (Belediye) im gleichnamigen Ilçe (Landkreis) der Provinz Kahramanmaraş in der türkischen Mittelmeerregion und gleichzeitig ein Stadtbezirk der 2012 gebildeten Büyükşehir belediyesi Kahramanmaraş (Großstadtgemeinde/Metropolprovinz) | in der Türkei. Seit der Gebietsreform 2013 ist die Gemeinde flächen- und einwohnermäßig identisch mit dem Landkreis.
Andırın liegt im Südwesten der Provinz und grenzt extern im Westen an die Provinz Adana sowie im Westen und Süden an die Provinz Osmaniye. Intern hat es Göksun im Norden und Onikişubat im Osten zum Nachbarn. Seit 1925 hat Andırın den Status einer Gemeinde (tr: Belediye), was auch am Stadtlogo erkenntlich ist.

## Verwaltung
Der Kreis bzw. sein Vorgänger (Kaza) bestand schon bei Gründung der Türkischen Republik (1923) und bestand zur ersten Volkszählung (1927) aus 11.580 Einwohnern in 45 Dörfern (Köy) sowie dem gleichnamigen Verwaltungssitz (Merkez) mit 553 Einwohnern.
(Bis) Ende 2012 bestand der Landkreis neben der Kreisstadt aus den beiden Stadtgemeinden (Belediye) Geben und Yeşilova sowie 52 Dörfern (Köy) in zwei Bucaks. Im Zuge der Verwaltungsreform ab 2013 wurden die Mahalle der beiden Belediye vereint und ebenso wie die Dörfer in Mahalle überführt. Die drei existierenden Mahalle der Kreisstadt blieben erhalten. Durch Herabstufung der Belediye und Dörfer stieg die Zahl der Mahalle von 10 auf 57. Den Mahalle steht ein Muhtar als oberster Beamter vor.
Ende 2020 lebten durchschnittlich 568 Menschen in jedem der Mahalle, 3.239 Einw. im bevölkerungsreichsten (Tufan Paşa Mah.).

## Sehenswürdigkeiten
Im Kreis/Stadtbezirk Andırın liegen die kleinarmenischen Burgen Azgit Kalesi und Geben Kalesi.